# Kaple svatého Václava (Keblice)
Kaple svatého Václava v Keblicích je pseudogotická jednolodní obdélníková sakrální stavba s trojúhelníkovým štítem a plochostropým vnitřkem.

## Historie
Ke stavbě kaple v Keblicích udělil svolení dekretem z 26. června 1694 litoměřický biskup Jaroslav Šternberk. Podle zápisu z roku 1768 se kapli píše: „jest postavena ke zvýšení pobožnosti z almužných sbírek obyvatelů Keblic a není při ní žádných fundací ani nadací ani realit.“ Na udržování bohoslužebného života platily jednotlivé usedlosti příspěvky. Například keblický statek Fričovský, čp. 7, platil v roce 1768, 15 grošů.
Původní kaple byla vystavěna v barokním slohu. Měla baňatou věžičku a prolamovaný štít směrem k silnici, v němž byla, v malém výklenku nade dveřmi, umístěna socha patrona kaple sv. Václava. Před kaplí se nacházela zahrádka obehnaná zdí. Strop kaple byl vymalován obrazy s barokními obrubami, na kterých byly výjevy ze života sv. Václava. Ten je také hlavní postavou rokokového oltářního obrazu signovaného: „Georgius Mathias Walter, Litomeritii Anno 1755“. Sv. Václav je znázorněn jak sedí na koni a pod ním klečí zlický vévoda Radslav, prosící o milost po prohrané bitvě u Žitomíře. Kaple je vybavena kazatelnou a rokokovými lavicemi.
Protože hrozilo zřícení keblické kaple, bylo v roce 1868 z usnesení tehdejšího výboru obce rozhodnuto o její opravě. Hrozilo totiž její úplné zřícení. Na tuto opravu přispěl i císař Ferdinand I.
Do současné podoby kaple výrazně zasáhla adaptace z roku 1898, které se ujal keblický zednický mistr Josef Mareš. Během této přestavby byl prostor kaple zvětšen zastavěním zahrádky. Na rekonstrukci přispěl farář Václav Radiger, manželé Hofmanovi z Keblic, majitel čížkovického velkostatku Emanuel Karsch a obec Keblice. Obci pak v této době připadla povinnost svou kapli vlastním nákladem udržovat. Dne 11. října 1898 byl na venkovní zeď kaple umístěn kříž a 18. prosince 1898 byla kaple slavnostně vysvěcena.
V roce 1906 byl interiér obohacen o křížovou cestu, kterou darovala keblická porodní bába Marie Hofmanová a na svátek sv. Václava byla v roce 1906 posvěcena R.D. Františkem Weichmannem.

### Rekonstrukce
Pro havarijní stav střechy a narušení prvků krovové konstrukce červotočem rozhodlo obecní zastupitelstvo v lednu 2011 o kompletní rekonstrukci, která proběhla v letech 2012–2013 s využitím dotace z Programu rozvoje venkova. Při této rekonstrukci byla z „makovice“ ve věžičce kaple vyjmuta schránka, ve které se nalézaly dobové mince, rukopisy, tiskoviny a osobní dopis mistra Stahra, klempíře z Terezína. Tyto materiály odkazující na rekonstrukci z roku 1898, byly doplněny o poselství z roku 2013 a vráceny zpět do makovice.
Po dokončené opravě kapli znovupožehnal generální vikář litoměřické diecéze Stanislav Přibyl při bohoslužbě v předvečer svátku sv. Václava dne 27. září 2013.